# (1836) Komarov
Pour les articles homonymes, voir Komarov.
(1836) Komarov est un astéroïde de la ceinture principale.
Il a été ainsi baptisé en hommage à Vladimir Komarov (1927-1967), cosmonaute soviétique, première victime de la conquête spatiale avec l'écrasement au sol de la capsule Soyouz 1.